# حكومة فايز الطراونة الأولى
حكومة فايز الطراونة الأولى هي الحكومة الثالثة والثمانون من حكومات المملكة الأردنية الهاشمية. شكّل فايز الطراونة الحكومة في 20 أغسطس عام 1998م، بتكليف من ملك الأردن الحسين بن طلال. وقد حلّت الحكومة في شهر مارس 1999.

## التشكيل
| الاسم                                 | المهام الوزارية                                    |
| ------------------------------------- | -------------------------------------------------- |
| السيد سليمان حافظ سليمان المصري       | وزيرا للبريد والاتصالات                            |
| السيد مجحم حديثه علي الخريشه          | وزيرا للزراعة                                      |
| الدكتور محمدخير علي عبدالله مامسر     | وزيرا للتنمية الاجتماعية                           |
| السيد "محمدعقل" عيد محمد بلتاجي       | وزيرا للسياحة والاثار                              |
| الدكتور بسام علي سلامه العموش         | وزير دولة للشؤون البرلمانية ووزير للتنمية الادارية |
| السيد نايف سعود فارس القاضي           | وزيرا للداخلية                                     |
| الدكتور ميشيل عيسى موسى مارتو         | وزيرا للمالية                                      |
| الدكتور نبيل عماري                    | وزيرا للتخطيط                                      |
| السيد "محمد ناصر" سامي حسن جوده       | وزيرا للاعلام                                      |
| الدكتور فوزي عبد الرحيم احمد الغرايبة | وزيرا للتربية والتعليم                             |
| الدكتور نائل جميل العجلوني            | وزيرا للصحة والرعاية الصحية                        |
| السيد سميح موسى يونس بينو             | وزير دولة لشؤون رئاسة الوزراء                      |
| دولة الدكتور هاني فوزي عيد الملقي     | وزيرا للمياه والري ووزيرا للطاقة والثروة المعدنية  |
| دولة الدكتور فايز احمد محمود الطراونه | رئيسا للوزراء ووزيرا للدفاع                        |
| الدكتور طاهر حمدي طاهر كنعان          | وزير دولة لشؤون التنمية                            |
| السيد جودت السبول                     | وزيرا للعدل                                        |
| الدكتور عبدالسلام داود محمد العبادي   | وزيرا للاوقاف والشؤون والمقدسات الاسلامية          |
| الدكتور "محمد مهدي" فرحان حمد الفرحان | وزيرا للعمل                                        |
| السيد طلال سطعان الحسن                | وزيرا للثقافة ووزيرا للشباب                        |
| السيد توفيق محمود حسين كريشان         | وزيرا للشؤون البلدية والقروية والبيئة              |
| السيد عبدالاله محمد عبدالرحمن الخطيب  | وزيرا للخارجية                                     |
| المهندس ناصر احمد عبدالكريم اللوزي    | وزيرا للاشغال العامة والاسكان ووزيرا للنقل         |
| السيد محمد احمد صالح الحوراني         | وزيرا للصناعة والتجارة ووزيرا للتموين              |

تعديل 01/11/1998
| الاسم                         | المهام الوزارية        |
| ----------------------------- | ---------------------- |
| السيد محمد احمد صالح الحوراني | وزيرا للصناعة والتجارة |

## وصلات خارجية
- موقع رئاسة الوزراء